# گیاوندیو
گیاوندیو تاربِل (انگلیسی: Kiawenti:io Tarbell؛ زاده ۲۸ آوریل ۲۰۰۶)، شناخته‌شده با تک‌نام گیاوندیو، هنرپیشه، خواننده، ترانه‌سرا، و هنرمند بصری موهاوک است. او بیشتر برای بازی در نقش کاکوئت، یک دختر میکماق، در فصل سوم سریال تحسین شده آنه با یک ئی شناخته شده‌است.
تاربل نخستین حضور تلویزیونی خود را در نقش کا'کوئت در فصل سوم سریال آنه با یک ئی (۲۰۱۹) از سی‌بی‌سی انجام داد. سال بعد او نخستین نقش خود را در فیلم، در بینز (۲۰۲۰) به نویسندگی و کارگردانی تریسی دیر انجام داد و از سوی حلقه منتقدان فیلم ونکوور تحسین شد. او در اوت ۲۰۲۱ برای نقش کاتارا در بازسازی لایو اکشن نتفلیکس از آواتار: آخرین بادافزار انتخاب شد.

## اوایل زندگی و تحصیل
تاربل در یک خانواده موهاوک در اکویسین، یک منطقه حفاظت‌شده ملل اول که در دو طرف مرز انتاریو - کبک - نیویورک واقع شده‌است و رودخانهٔ سنت لارنس را فرا می‌گیرد، به دنیا آمد. نام کوچک او به معنی «صبح خوب» در زبان موهاوک است. والدین او باربارا و کوری تاربل هستند. او در خانه‌ای در جزیره کورنوال بزرگ شد و به «مدرسهٔ آزادی اکویسین» رفت. او بین اتاوا، مونترال و نیویورک مستقر است و دارای تابعیت دوگانه در کانادا و ایالات متحده است.

## حرفه
تاربل یکی از ۲۰۰ بازیگر زن بومی کانادایی بود که برای نقش کا'کوئت تست بازیگری دادند، که در یک خط داستانی بومی در فصل سوم آنه با یک ئی نمایش داده شد. او باید یادمی‌گرفت که به زبان میکماق صحبت کند و درکی از قبیله، تاریخ و فرهنگ آن‌ها به‌دست‌آورد. او همچنین در نقش یک دختر موهاوک ۱۲ ساله در بینز (۲۰۲۰) بازی می‌کند که در سال ۱۹۹۰ در زمان بحران اوکا اتفاق می‌افتد، و برای این نقش جایزهٔ «شخصی که باید متوجه‌اش بود» را از حلقه منتقدان فیلم ونکوور دریافت کرد.
گَوندیو در سریال کمدی آبشار رادرفورد (۲۰۲۱) از پیکاک در نقش تکرارشوندهٔ شخصیت مایا توماس ظاهر شده‌است. او در سال ۲۰۲۱ برای به تصویر کشیدن کاتارا در سریال آواتار: آخرین بادافزار، نسخهٔ لایو اکشن نتفلیکس از سریالی پویانمایی به همین نام انتخاب شد.

## فیلم‌شناسی

### فیلم
| سال  | عنوان | نقش  | یادداشت‌ها                             |
| ---- | ----- | ---- | ------------------------------------- |
| ۲۰۲۰ | بینز  | بینز | ذکرشده در تیتراژ با نام «Kiaventi:io» |

### تلویزیون
| سال  | عنوان                  | نقش        | یادداشت‌ها                                     |
| ---- | ---------------------- | ---------- | --------------------------------------------- |
| ۲۰۱۹ | آنه با یک ئی           | کا'کوئت    | ذکرشده در تیتراژ با نام «Kiaventi:io Tarbell» |
| ۲۰۲۱ | آبشار رادرفورد         | مایا توماس | ۲ قسمت                                        |
| ۲۰۲۴ | آواتار: آخرین بادافزار | کاتارا     | نقش اصلی                                      |

## آلبوم‌شناسی

### ای‌پی
| عنوان    | انتشار | یادداشت‌ها           |
| -------- | ------ | ------------------- |
| در سر من | ۲۰۲۱   | انگلیسی: In My Head |

### تک‌آهنگ‌ها
- «نور در پایان» (۲۰۲۰) از فیلم بینز [en]

## جوایز و نامزدی‌ها
| سال  | جشنواره                  | رده                        | اثر  | نتیجه | منبع   |
| ---- | ------------------------ | -------------------------- | ---- | ----- | ------ |
| ۲۰۱۹ | حلقه منتقدان فیلم ونکوور | «شخصی که باید متوجه‌اش بود» | بینز | پیروز | [ ۱۱ ] |